# Torsten Stridsman
Torsten Ulrik Stridsman (i riksdagen kallad Stridsman i Bergnäset), född 16 maj 1926 i Niemis i Hietaniemi församling i Norrbottens län, död 24 maj 2024 i Luleå, var en svensk ombudsman och politiker (centerpartist).
Torsten Stridsman var ledamot av riksdagen 1969–1979 för Norrbottens läns valkrets, fram till 1970 i andra kammaren. Han var också aktiv kommunpolitiker. I Hietaniemi landskommun var han ledamot av kommunfullmäktige 1955–1962, där han var kommunfullmäktiges ordförande från 1959. Han var ledamot av Nederluleå kommunfullmäktige 1967–1968 och Luleå stadsfullmäktige 1969–1970.